# Перша австрійська республіка
Перша австрійська республіка (нім. Erste Österreichische Republik), офіційно Австрійська Республіка — держава, що виникла на руїнах Австро-Угорської імперії і що існувала в інтербеллум.
Республікою Австрія була по суті лише де-факто, тому що, згідно з конституцією, країна офіційно іменувалася Федеративною Державою Австрія. Цей етап історія країни був відзначений постійними зіткненнями між ультра-угрупованнями лівого і правого спрямування, яскравим прикладом чого може служити Липневе повстання 1927 року. Австрійська конституція набрала чинності в 1920, а вже в 1929, була скасована. Перша Австрійська Республіка припинила своє існування у зв'язку з аншлюсом до Нацистської Німеччини. Деякі історики схильні вважати, що по суті республіканський лад було скасовано ще в 1933 — 34, з встановленням диктатури австрійських фашистів, які прийшли до влади після закінчення громадянської війнами. Згідно з новою конституцією, складеною фашистським урядом, Австрія отримала статус федеральної держави, де республіка ж не згадувалося зовсім.
В 1919, на підставі Сен-Жерменського мирного договору, держава Німецька Австрія було скасовано, в результаті чого, деякі землі з переважно німецьким населенням перейшли під юрисдикцію інших країн. Зокрема, Судетська область була передана Чехословацькій республіці, Тіроль — Королівству Італія, а частина південних територій — Королівству Сербів, Хорватів і Словенців. Наслідки договору викликали обурення етнічних німців, голосно оголосивши про брутальне порушення принципів післявоєнного устрою Європи, висунутих американським президентом Вудро Вільсоном, і головним чином пункту, в якому гарантувалося право націй на самовизначення. Австрійській республіці вдалося зберегти в своєму складі лише дві спірні території. Однією з них була південно-східна частина провінції Каринтія, заселена переважно словенцями, претензії на яку мало Королівство сербів, хорватів і словенців. У результаті референдуму, що відбувся 20 жовтня 1920, більшість населення воліло залишитися в складі Австрійської республіці. Іншим регіоном, які уникли відділення від австрійської держави, став Бургенланд, відомий також під ім'ям Західна Угорщина. Ця провінція була частиною Угорського королівства, починаючи з 1647. Тут проживали головним чином німці, а також хорвати й угорці. Згідно з Сен-Жерменським договором, ця територія в 1921 увійшла до складу Австрійської Республіки. Тим не менше, за підсумками плебісциту, оскарженого австрійцями, одне з міст провінції — Шопрон все-таки залишився під юрисдикцією Угорського королівства.
У післявоєнний період Австрійською республікою керувала коаліція лівих і правих сил, якій вдалося видати цілу низку прогресивних соціально-економічних і трудових законів. У 1920 коаліційний уряд затвердив Конституцію Австрійської республіки. Тим не менше, країна відчувала істотну кризу, що багато в чому зумовлювалося втратою економічно важливих регіонів, які опинилися в складі інших новостворених країн. Ситуація ще більше ускладнювалася в результаті того, що багато з цих молодих держав були кредиторами віденських банків.

## Уряд і політика в 1920—1932 рр
Після 1920, провідною силою в уряді стала Християнсько-соціальна партія, яка мала тісні зв'язки з римсько-католицькою церквою. Лідер партії Ігнац Зайпель, зайнявший пост канцлера, направив свої зусилля на створення політичної коаліції між провідними промисловцями і церквою. Незважаючи на довготривале перебування при владі однієї партії, стабільності це австрійській політиці аж ніяк не додало. Країну раз у раз непокоїли постійні сутички між лівою (Республіканський союз стрільців) і правою (Союз захисту батьківщини) політичними воєнізованими угрупованнями. У 1927, ліві провели масові акції протесту, приводом для яких послужило виправдання судом правих радикалів, звинувачених у вбивстві чоловіка і дитини. Ця масштабна акція лівих сил відома в історії, як Липневе повстання 1927. У підсумку заколот вдалося придушити лише за допомогою радикальних дій поліції, в результаті яких загинуло досить велике число протестантів. Але, незважаючи на всі урядові заходи, ескалація насильства в країні не припинялася до початку 1930-х, коли канцлером був обраний Енгельберт Дольфус.

## Австрофашизм
Представник Християнсько-соціальної партії Енгельберт Дольфус прийшов до влади в 1932. Він став ініціатором введення в країні диктаторського правління, централізації влади і політики фашизму. Скориставшись в 1933, помилкою парламентарів при складанні закону, уряд Дольфуса проголосував за розпуск Національної Ради і оголосив про припинення діяльності парламенту. 12 лютого 1934 він перейменував країну на Федеративну Державу Австрію (нім. Bundesstaat Österreich), що проіснувала до 12 березня 1938 року.
Уряд знаходився в гострому суперництві з набираючими чинності Націонал-соціалістичною партією, метою якої було приєднання Австрії до Німеччини. Австрофашизм Дольфуса мав тенденцію до зміцнення зв'язків з католицькою церквою, і відкидав можливість входження до складу переважно протестантської Німеччини. Конфлікт вилився в громадянську війну між прихильниками нацистів, соціалістів і австрофашистів.
У 1934, Дольфус ввів однопартійний режим правління, провідну роль при цьому була віддана партії Патріотичний фронт. Держава встановила повний контроль над виробництвом і піддав репресіям прихильників Націонал-соціалістичної партії. Реакцією з боку нацистів стало вбивство 25 липня 1934, канцлера Дольфуса.
Ця подія викликала бурю емоцій у сусідній Італії, на чолі якої знаходився фашистський диктатор Беніто Муссоліні. Дуче підозрював Німеччину в організації вбивства Дольфуса і пообіцяв військову допомогу австрофашистському уряду в разі вторгнення німецький військ. Багато в чому стурбованість Муссоліні була викликана тим, що нацисти Німеччини висували претензії на італійську провінцію Тіроль, більшість в якій становили етнічні німці. Завдяки підтримці з боку Італії, австрійська держава уникнула загрози насильницького приєднання до Німеччини ще в 1934.
Наступним австрійським канцлером став Курт Шушніг. Він продовжив політику Дольфусу зі стримування нацистів, а в 1936, заборонив діяльність іншої радикальної організації — Внутрішньої оборони.

## Аншлюс
У 1938, Гітлер домігся схвалення Італією його планів щодо анексії Австрії, і тут же відкрито заявив про намір взяти владу в сусідній державі в свої руки. Шушніг, який намагався будь-яким способом уникнути війни з німцями, призначив референдум з питання про приєднання до Німеччини. У нього залишалася остання надія на те, що думка народу зможе змінити ситуацію на користь збереження суверенітету Австрії. Гітлера явно не влаштовував такий хід подій, і він зажадав негайної відставки Шушніга, який був змушений у підсумку підкоритися. 11 березня канцлер передав свої повноваження лідеру австрійських нацистів Артуру Зейсс-Інкварт, а вже наступного дня в країну були введені німецькі війська. 13 березня 1938, Австрійська Республіка офіційно припинила своє існування і стала частиною Третього рейху.